# ۱۳۶۸ (قمری)
۱۳۶۸ (قمری)، هزار و سیصد و شصت و هشتمین سال در گاهشماری هجری قمری است. اول محرم این سال برابر با سوم نوامبر سال ۱۹۴۸ میلادی است.